# Elizabeth Ayoub
Elizabeth Ayoub là một ca sĩ người Venezuela và nữ diễn viên gốc Liban. Cô biểu diễn bằng tiếng Tây Ban Nha, tiếng Ả Rập, tiếng Anh và tiếng Pháp, mặc dù nhấn mạnh vào các cảnh âm nhạc Latinh và Ả Rập. Album đầu tiên của cô, Prelude (2006), được phát hành qua Sony BMG và tiếp theo là Oceanos y Lunas vào năm 2010 thông qua Four Quarters Records, một nhãn hiệu phân phối của E1 Entertainment. Elizabeth đi lại giữa thành phố New York, Beirut và Miami, nơi cô hiện đang làm việc để quảng bá âm nhạc của mình và tham gia vào các dự án mới.

## Prelude(2006)
Album đầu tay của cô, Prelude, được phát hành năm 2006 dưới tên Sony-BMG. Danh sách bản nhạc chính thức, được liệt kê bởi trang web của cô elizabethayoub.com, như sau:
1. Je T'Attends (Tôi đợi bạn)
2. Hawa (Tình yêu)
3. Navego (Trôi
4. Ông Jones
5. Scheherazade
6. Lesh (Tại sao)
7. Creo (tôi tin)
8. Quét đi
9. Ya Oud (Oh! Oud)
10. Ya Oud (a capella)

## Oceanos y Lunas(2010)
Vào tháng 2 năm 2009, Elizabeth tuyên bố trở lại sân khấu âm nhạc Latin-Arab với album thứ hai của mình, mang tên Oceanos y Lunas. Album được phát hành vào tháng 5 năm 2010 với buổi hòa nhạc mở đầu tại thành phố New York để quảng bá album. Tám bài hát mới đã được giới thiệu, cùng với bốn bài hát trong album đầu tay Prelude của cô. Danh sách theo dõi, theo trang web của cô, elizabethayoub.com, như sau:
1. Oceanos y Lunas
2. Verano
3. Thói quen
4. Je T'Attends (Tôi đợi bạn)
5. Bánh kếp
6. Azul
7. Pintame
8. Baeid
9. Navego
10. Deseo
11. Volver
12. Ya Oud (Oh! Oud)

## Danh sách đĩa hát
Prelude (2006)
Oceanos y Lunas (2010)